# Перечный суп
Перечный суп — традиционное блюдо некоторых стран Западной Африки, особенно распространен в Нигерии и Экваториальной Гвинее. Он может готовиться на основе мяса, птицы, рыбы или морепродуктов, другие ингредиенты также могут отличаться в разных регионах, например, томаты, лук или чеснок, однако обязательным является использование острого перца.
В кухне Экваториальной Гвинеи его чаще готовят из рыбы.
В целом это пряный, но водянистый суп, иногда к нему дополнительно подают гарнир. Его принято употреблять вместе с холодными безалкогольными напитками или пивом. Он может подаваться как на официальных трапезах, так и в обычных столовых. Перечный суп столь популярен, что в Нигерии выпускают бульонные кубики для его приготовления с соответствующими специями. Но в то же время распространенной традицией является его приготовление на открытом воздухе в котле.
Некоторые жители Западной Африки считают этот суп лекарственным, особенно на основе куриного бульона, и готовят его больным людям и недавно родившим женщинам, а также едят его на следующий день после обильных празднований.